# Hoquei sobre herba als Jocs Olímpics d'Estiu de 2024
Els tornejos d’Hoquei sobre herba dels Jocs Olímpics d'Estiu de 2024 a París es van celebrar entre el 27 de juliol i el 9 d’agost a l'Estadi Olímpic Yves-du-Manoir, un indret heretat dels Jocs Olímpics d'estiu de 1924.
Vint-i-quatre equips (dotze a cadascuna de les competicions, masculina i femenina) es van enfrontar entre ells als seus respectius tornejos.

## Qualificació
El Comitè Olímpic Internacional (COI) i la Federació Internacional d’Hoquei (FIH) van ratificar els criteris de qualificació per a París 2024 el 30 de març de 2024. Els equips campions continentals de les cinc confederacions (Àfrica, Amèrica, Àsia, Europa i Oceania) es van assegurar una plaça a la competició masculina i femenina per a les seves respectives seleccions nacionals. Així mateix, França va rebre una quota directa als dos tornejos com a nació amfitriona dels Jocs Olímpics després d’haver obtingut una posició igual o superior a 25 al rànquing mundial de la FIH.
La resta de les places es van atribuir a seleccions nacionals escollides a partir d’un rànquing elaborat a partir de dos tornejos de qualificació olímpica. Els tres primers equips al final de cada torneig es van assegurar les places per completar els dotze equips per a París 2024. Si l’equip d'hoquei francès hagués guanyat l'EuroHockey 2023, el nombre de places dels dos tornejos hauria augmentat a set i el lloc restant s'hauria ofert al millor classificat dels dos perdedors per la medalla de bronze.

## Equips participants

### Equips masculins
| Competició                          | Dates                        | Seu(s)                      | Places | Classificat(s)                       |
| ----------------------------------- | ---------------------------- | --------------------------- | ------ | ------------------------------------ |
| Amfitrió ( França)                  | N/A                          | -                           | 1      | França                               |
| Copa d'Oceania 2023                 | 10 - 13 d'abril              | Whangarei ( Nova Zelanda)   | 1      | Austràlia                            |
| EuroHockey 2023                     | 19 - 27 d'agost              | Mönchengladbach ( Alemanya) | 1      | Països Baixos                        |
| Jocs Asiàtics de 2023               | 24 de setembre – 6 d'octubre | Hangzhou ( R.P. de la Xina) | 1      | Índia                                |
| Jocs Panamericans de 2023           | 25 d'octubre – 3 de novembre | Santiago de Xile ( Xile)    | 1      | Argentina                            |
| Torneig de classificació d'Àfrica   | 29 d'octubre - 5 de novembre | Pretòria ( Sud-àfrica)      | 1      | Sud-àfrica                           |
| Torneig de classificació olímpica 1 | 13 – 21 de gener de 2024     | Masqat ( Oman)              | 3      | Nova Zelanda · Alemanya · Regne Unit |
| Torneig de classificació olímpica 2 | 13 - 21 de gener de 2024     | València ( Espanya)         | 3      | Bèlgica · Espanya · Irlanda          |
| TOTAL                               |                              |                             | 12     |                                      |

### Equips femenins
| Competició                          | Dates                        | Seu(s)                      | Places | Classificat(s)                 |
| ----------------------------------- | ---------------------------- | --------------------------- | ------ | ------------------------------ |
| Amfitrió ( França)                  | N/A                          | -                           | 1      | França                         |
| Copa d'Oceania 2023                 | 10 - 13 d'abril              | Whangarei ( Nova Zelanda)   | 1      | Austràlia                      |
| EuroHockey 2023                     | 19 - 27 d'agost              | Mönchengladbach ( Alemanya) | 1      | Països Baixos                  |
| Jocs Asiàtics de 2023               | 24 de setembre – 6 d'octubre | Hangzhou ( R.P. de la Xina) | 1      | R.P. de la Xina                |
| Jocs Panamericans de 2023           | 25 d'octubre – 3 de novembre | Santiago de Xile ( Xile)    | 1      | Argentina                      |
| Torneig de classificació d'Àfrica   | 29 d'octubre - 5 de novembre | Pretòria ( Sud-àfrica)      | 1      | Sud-àfrica                     |
| Torneig de classificació olímpica 1 | 13 – 21 de gener de 2024     | Masqat ( Oman)              | 3      | Estats Units · Alemanya · Japó |
| Torneig de classificació olímpica 2 | 13 - 21 de gener de 2024     | València ( Espanya)         | 3      | Bèlgica · Espanya · Regne Unit |
| TOTAL                               |                              |                             | 12     |                                |

## Torneig masculí

### Fase de grups[5]

#### Grup A
| Pos | Equip         | Jug | V | E | D | GF | GC | DG  | Pts | Qualificació             |
| --- | ------------- | --- | - | - | - | -- | -- | --- | --- | ------------------------ |
| 1   | Alemanya      | 5   | 4 | 0 | 1 | 16 | 6  | +10 | 12  | Passen a quarts de final |
| 2   | Països Baixos | 5   | 3 | 1 | 1 | 16 | 9  | +7  | 10  | Passen a quarts de final |
| 3   | Regne Unit    | 5   | 2 | 2 | 1 | 11 | 7  | +4  | 8   | Passen a quarts de final |
| 4   | Espanya       | 5   | 2 | 1 | 2 | 11 | 12 | -1  | 7   | Passen a quarts de final |
| 5   | Sud-àfrica    | 5   | 1 | 1 | 3 | 11 | 17 | -6  | 4   |                          |
| 6   | França (A)    | 5   | 0 | 1 | 4 | 8  | 22 | -14 | 1   |                          |

#### Grup B
| Pos | Equip        | Jug | V | E | D | GF | GC | DG  | Pts | Qualificació             |
| --- | ------------ | --- | - | - | - | -- | -- | --- | --- | ------------------------ |
| 1   | Bèlgica      | 5   | 4 | 1 | 0 | 15 | 7  | +8  | 13  | Passen a quarts de final |
| 2   | Índia        | 5   | 3 | 1 | 1 | 10 | 7  | +3  | 10  | Passen a quarts de final |
| 3   | Austràlia    | 5   | 3 | 0 | 2 | 12 | 10 | +2  | 9   | Passen a quarts de final |
| 4   | Argentina    | 5   | 2 | 2 | 1 | 8  | 6  | +2  | 8   | Passen a quarts de final |
| 5   | Irlanda      | 5   | 1 | 0 | 4 | 4  | 9  | -5  | 3   |                          |
| 6   | Nova Zelanda | 5   | 0 | 0 | 5 | 4  | 14 | -10 | 0   |                          |

### Fase eliminatòria
|  | Quarts de final | Quarts de final | Quarts de final |               |       | Semifinals    | Semifinals | Semifinals |  |  | Final | Final    | Final |
|  |                 |                 |                 |               |       |               |            |            |  |  |       |          |       |
|  | 1               | Alemanya        | 3               |               |       |               |            |            |  |  |       |          |       |
|  | 8               | Argentina       | 2               |               |       |               |            |            |  |  |       |          |       |
|  | 8               | Argentina       | 2               |               |       | Alemanya      | 3          |            |  |  |       |          |       |
|  |                 |                 |                 |               |       | Alemanya      | 3          |            |  |  |       |          |       |
|  |                 |                 | Índia           | 2             |       |               |            |            |  |  |       |          |       |
|  | 4               | Índia           | Índia           | 2             | 1 (4) |               |            |            |  |  |       |          |       |
|  | 4               | Índia           |                 |               | 1 (4) |               |            |            |  |  |       |          |       |
|  | 5               | Regne Unit      | 1 (2)           |               |       |               |            |            |  |  |       |          |       |
|  |                 |                 |                 |               |       |               |            |            |  |  |       | Alemanya | 1 (1) |
|  |                 |                 |                 | Països Baixos | 1 (3) |               |            |            |  |  |       |          |       |
|  | 3               | Països Baixos   | 2               |               |       |               |            |            |  |  |       |          |       |
|  | 6               | Austràlia       | 0               |               |       |               |            |            |  |  |       |          |       |
|  | 6               | Austràlia       | 0               |               |       | Països Baixos | 4          |            |  |  |       |          |       |
|  |                 |                 |                 |               |       | Països Baixos | 4          |            |  |  |       |          |       |
|  |                 |                 | Espanya         | 0             |       |               |            |            |  |  |       |          |       |
|  | 2               | Bèlgica         | Espanya         | 0             | 2     |               |            |            |  |  |       |          |       |
|  | 2               | Bèlgica         |                 |               | 2     |               |            |            |  |  |       |          |       |
|  | 7               | Espanya         | 3               |               |       |               |            |            |  |  |       |          |       |

| Partit pel bronze | Resultat |
| ----------------- | -------- |
| Índia             | 2        |
| Espanya           | 1        |

## Torneig femení

### Fase de grups

#### Grup A
| Pos | Equip           | Jug | V | E | D | GF | GC | DG  | Pts | Qualificació             |
| --- | --------------- | --- | - | - | - | -- | -- | --- | --- | ------------------------ |
| 1   | Països Baixos   | 5   | 5 | 0 | 0 | 19 | 5  | +14 | 15  | Passen a quarts de final |
| 2   | Bèlgica         | 5   | 4 | 0 | 1 | 13 | 4  | +9  | 12  | Passen a quarts de final |
| 3   | Alemanya        | 5   | 3 | 0 | 2 | 12 | 7  | +5  | 9   | Passen a quarts de final |
| 4   | R.P. de la Xina | 5   | 2 | 0 | 3 | 15 | 10 | +5  | 6   | Passen a quarts de final |
| 5   | Japó            | 5   | 1 | 0 | 4 | 2  | 15 | -13 | 3   |                          |
| 6   | França (A)      | 5   | 0 | 0 | 5 | 4  | 24 | -20 | 0   |                          |

#### Grup B
| Pos | Equip        | Jug | V | E | D | GF | GC | DG  | Pts | Qualificació             |
| --- | ------------ | --- | - | - | - | -- | -- | --- | --- | ------------------------ |
| 1   | Austràlia    | 5   | 4 | 1 | 0 | 15 | 5  | +10 | 13  | Passen a quarts de final |
| 2   | Argentina    | 5   | 4 | 1 | 0 | 16 | 7  | +9  | 13  | Passen a quarts de final |
| 3   | Espanya      | 5   | 2 | 1 | 2 | 8  | 12 | -1  | 7   | Passen a quarts de final |
| 4   | Regne Unit   | 5   | 2 | 0 | 3 | 8  | 12 | -4  | 6   | Passen a quarts de final |
| 5   | Estats Units | 5   | 1 | 1 | 3 | 5  | 13 | -8  | 4   |                          |
| 6   | Sud-àfrica   | 5   | 0 | 0 | 5 | 4  | 10 | -6  | 0   |                          |

### Fase eliminatòria
|  | Quarts de final | Quarts de final | Quarts de final |                 |       | Semifinals    | Semifinals | Semifinals |  |  | Medalla d'or | Medalla d'or  | Medalla d'or |
|  |                 |                 |                 |                 |       |               |            |            |  |  |              |               |              |
|  | 1               | Països Baixos   | 3               |                 |       |               |            |            |  |  |              |               |              |
|  | 8               | Regne Unit      | 1               |                 |       |               |            |            |  |  |              |               |              |
|  | 8               | Regne Unit      | 1               |                 |       | Països Baixos | 3          |            |  |  |              |               |              |
|  |                 |                 |                 |                 |       | Països Baixos | 3          |            |  |  |              |               |              |
|  |                 |                 | Argentina       | 0               |       |               |            |            |  |  |              |               |              |
|  | 4               | Argentina       | Argentina       | 0               | 1 (2) |               |            |            |  |  |              |               |              |
|  | 4               | Argentina       |                 |                 | 1 (2) |               |            |            |  |  |              |               |              |
|  | 5               | Alemanya        | 1 (0)           |                 |       |               |            |            |  |  |              |               |              |
|  |                 |                 |                 |                 |       |               |            |            |  |  |              | Països Baixos | 1 (3)        |
|  |                 |                 |                 | R.P. de la Xina | 1 (1) |               |            |            |  |  |              |               |              |
|  | 3               | Bèlgica         | 2               |                 |       |               |            |            |  |  |              |               |              |
|  | 6               | Espanya         | 0               |                 |       |               |            |            |  |  |              |               |              |
|  | 6               | Espanya         | 0               |                 |       | Bèlgica       | 1 (2)      |            |  |  |              |               |              |
|  |                 |                 |                 |                 |       | Bèlgica       | 1 (2)      |            |  |  |              |               |              |
|  |                 |                 | R.P. de la Xina | 1 (3)           |       |               |            |            |  |  |              |               |              |
|  | 2               | Austràlia       | R.P. de la Xina | 1 (3)           | 2     |               |            |            |  |  |              |               |              |
|  | 2               | Austràlia       |                 |                 | 2     |               |            |            |  |  |              |               |              |
|  | 7               | R.P. de la Xina | 3               |                 |       |               |            |            |  |  |              |               |              |

| Partit pel bronze | Resultat |
| ----------------- | -------- |
| Argentina         | 2 (3)    |
| Bèlgica           | 2 (1)    |

## Medaller
| Competició | Or            | Plata           | Bronze    |
| ---------- | ------------- | --------------- | --------- |
| Masculina  | Països Baixos | Alemanya        | Índia     |
| Femenina   | Països Baixos | R.P. de la Xina | Argentina |